# Даксбері (Массачусетс)
Даксбері (англ. Duxbury) — місто (англ. town) в США, в окрузі Плімут штату Массачусетс. Населення — 16 090 осіб (2020).

## Демографія
Згідно з переписом 2010 року, у місті мешкало 15 059 осіб у 5344 домогосподарствах у складі 4162 родин. Було 5875 помешкань
Расовий склад населення:
| - 97,3 % — білих - 1,0 % — азіатів - 0,4 % — чорних або афроамериканців - 0,1 % — корінних американців |

До двох чи більше рас належало 0,8 %. Частка іспаномовних становила 1,2 % від усіх жителів.
За віковим діапазоном населення розподілялося таким чином: 28,2 % — особи молодші 18 років, 55,5 % — особи у віці 18—64 років, 16,3 % — особи у віці 65 років та старші. Медіана віку мешканця становила 44,8 року. На 100 осіб жіночої статі у місті припадало 92,6 чоловіків;  на 100 жінок у віці від 18 років та старших — 88,5 чоловіків також старших 18 років.
Середній дохід на одне домашнє господарство  становив 155 330 доларів США (медіана — 123 613), а середній дохід на одну сім'ю — 172 144 долари (медіана — 138 707). Медіана доходів становила 102 889 доларів для чоловіків та 76 724 долари для жінок. За межею бідності перебувало 4,0 % осіб, у тому числі 2,6 % дітей у віці до 18 років та 5,4 % осіб у віці 65 років та старших.
Цивільне працевлаштоване населення становило 7081 особа. Основні галузі зайнятості: освіта, охорона здоров'я та соціальна допомога — 23,6 %, науковці, спеціалісти, менеджери — 15,4 %, фінанси, страхування та нерухомість — 12,4 %.